# Melanaphis grossisiphonellus
Melanaphis grossisiphonellus är en insektsart som beskrevs av Zhang, L.-k., Qiao och G.-x. Zhang 2001. Melanaphis grossisiphonellus ingår i släktet Melanaphis och familjen långrörsbladlöss. Inga underarter finns listade i Catalogue of Life.